# Макфиърсън (окръг, Небраска)
Вижте пояснителната страница за други значения на Макфиърсън.
Окръг Макфиърсън (на английски: McPherson County) е окръг в щата Небраска, Съединени американски щати. Площта му е 2227 km², а населението - 533 души (2000). Административен център е град Трайън.